# 大阪国際空港ターミナル
大阪国際空港ターミナル株式会社（おおさかこくさいくうこうターミナル、英：Osaka International Airport Terminal Co., Ltd）は、かつて存在した日本の空港施設運営・管理会社で、大阪国際空港（通称「伊丹空港」「大阪空港」）のターミナルビル・貨物施設の運営を行っていた。
地元自治体と民間企業が出資する第三セクターとして設立されたが、2013年に新関西国際空港株式会社の子会社となり、2016年に新関西国際空港株式会社に吸収合併され解散した。

## 概要
1970年の大阪府吹田市千里丘陵で開催される日本万国博覧会にあわせて、急増する航空旅客に対処するため、ターミナルビルなど空港諸施設を建設・運営するための会社が設立されることになり、1966年7月、関西経済界の総力をあげて大阪府・大阪市・兵庫県・神戸市の協力のもとに関西国際空港ビルディング株式会社が設立される。
社名に「関西国際空港」とついているが、旧・関西国際空港株式会社とは資本・人材を含め一切の関連はなく、後に開港した関西国際空港との混同を招いていたことなどから、2005年に社名を大阪国際空港ターミナル株式会社に変更した。なお、関連会社などを介して、関西国際空港でも事業を行っていた。
大阪国際空港と関西国際空港の経営統合を受けて、両空港を運営していた新関西国際空港株式会社の完全子会社となったが、両空港の運営権が関西エアポート株式会社に承継されるとともに、新関西国際空港株式会社に吸収合併された。

## 沿革
- 1966年、大阪国際空港のターミナルビルなど空港施設を建設・運営するため関西国際空港ビルディング株式会社が設立。
- 1994年9月4日、泉州に関西国際空港が開港し、国際線はすべて移管される。
- 1999年、旧国際線施設は南ターミナルビルとしてリニューアルオープンされ、北ターミナルビルも各航空会社のカウンターなど整備される。
- 2004年、1階南北連絡通路をショッピングモールとして整備。
- 2005年、社名を「大阪国際空港ターミナル株式会社」と改める。
- 2012年7月1日、大阪国際空港と関西国際空港が経営統合し、大阪国際空港の管理・運営が国から新関西国際空港株式会社に移管される。
- 2013年12月27日、新関西国際空港株式会社が全株式を取得し、完全子会社とした[2]。
- 2016年4月1日、大阪国際空港と関西国際空港の運営権が関西エアポート株式会社に承継され、当社は新関西国際空港株式会社に吸収合併され解散[3]。

## 主要事業内容

### 不動産事業
- 大阪国際空港ターミナルビルおよび貨物ビルの賃貸・管理・運営など

### 飲食・物品販売事業
- 大阪国際空港ターミナルビルでの飲食物・物品の販売など

### 付帯事業
- 広告媒体の管理・運営、ビジネスラウンジの管理・運営など

## 関連企業
- 関西国際空港産業株式会社
- 関西国際空港サービス株式会社
- 空港施設管理株式会社
- 空港エンジニアリング株式会社
- 国際航空旅客サービス株式会社
- 株式会社関西エアカーゴセンター
- KABビジネスサポート株式会社
- CKTS株式会社
- 羽田エアグランドハンドリング株式会社
- AEメンテナンス株式会社
- 日航関西エアカーゴ・システム株式会社
- ジャパン・エアポート・グランドハンドリング株式会社